# لئونل ماریو دالوا
لئونل ماریو دالوا (انگلیسی: Leonel Mário d'Alva؛ زادهٔ ۲۲ ژوئیه ۱۹۳۵) سیاست‌مدار اهل سائوتومه و پرنسیپ است. وی از ۴ مارس ۱۹۹۱ تا ۳ آوریل ۱۹۹۱ به عنوان رئیس‌جمهور موقت سائوتومه و پرنسیپ فعالیت نمود.